# Команда Шарки
«Команда Шарки» (англ. — Sharky’s Machine) — кинофильм, полицейский триллер 1981 года, снятый Бёртом Рейнольдсом, где он также сыграл главную роль. Это адаптация первого романа Уильяма Дила "Машина Шарки" (1978) по сценарию Джеральда Ди Пего. Также в фильме снялись звезды кино такие как Витторио Гассман, Брайан Кит, Чарльз Дернинг, Эрл Холлиман, Берни Кейси, Дэрил Хикман и Рейчел Уорд.

## Сюжет
Сержант полиции Том Шарки (Бёрт Рейнольдс) за нарушение дисциплины был переведён в «отдел нравов». Но даже будучи в отделе нравов он, при поддержке коллег, продолжает свою беспощадную борьбу с преступниками. Шарки влюбляется в элитную проститутку и, благодаря ей, садится на хвост крупному боссу мафии Виктору Скарелли.

## В ролях
- Бёрт Рейнольдс  — Том Шарки
- Витторио Гассман  — Виктор Д'Антон
- Рэйчел Уорд — Домино
- Чарльз Дёрнинг — Фриско
- Джон Фидлер — Барретт
- Эрл Холлиман — Дональд Хлтчкинс

## Создание
Права на фильмы были куплены еще до публикации только что созданной Orion Pictures в 1978 году за 400 000 долларов. Бёрт Рейнольдс должен был стать исполнителем главной роли и, возможно, режиссером.
«Сидни Шелдон прислал мне роман, и я нашел его очень кинематографичным», - сказал Рейнольдс.
Рейнольдс сказал, что его привлек фильм, потому что он был похож на классический фильм 1944 года в жанре нуар «Лора», его любимый фильм. Он говорил с Джоном Бурманом о режиссуре, но Бурман был слишком занят над Экскалибуром и предложил Рейнольдсу руководить самому.
«Я подумал, что пришло время отойти от Смоки», - сказал Рейнольдс. «В последние годы я много играл в комедиях, и люди забыли об "Избавлении"».